# Pseudolambrus saishoi
Pseudolambrus saishoi is een krabbensoort uit de familie van de Parthenopidae. De wetenschappelijke naam van de soort is voor het eerst geldig gepubliceerd in 1977 door Takeda.